# Temple de Karni Mata
Pour les articles homonymes, voir Karni et Mata.
Le temple de Karni Mata (en hindi : करणी माता मंदिर) est un temple hindouiste situé à Deshnoke, au Rajasthan dans le Nord-Ouest de l'Inde. Il est dédié à la sage Karni Mata.
Ce temple est connu pour les 25 000 rats noirs qui y vivent et y sont vénérés. C'est pourquoi il est aussi appelé le temple des rats.

## Légende
La légende raconte que Laxman, le beau-fils de Karni Mata (ou le fils d'un de ses conteurs), s'est noyé dans un étang à Kapi Sarovar, dans le tehsil de Kolayat (en), alors qu'il tentait d'en boire l'eau. Karni Mata implore alors à Yama, le dieu de la mort, de le ramener à la vie. Yama refuse dans un premier temps, puis il modère son jugement et permet à Laxman et aux fils de Karni Mata d'être réincarnés en rats,.
Toutefois, la légende des rats varie en fonction du folklore local. D'après une autre version, 20 000 soldats auraient déserté leurs rangs lors d'une bataille et seraient accourus à Deshnoke. Lorsqu'elle apprend leur péché de désertion, punissable de mort, Karni Mata épargne leurs vies mais les transforme en rats ; elle leur offre le temple comme lieu de séjour. Les soldats de l'armée expriment leur gratitude envers Karni Mata et lui promettent de la servir à tout jamais.[réf. nécessaire]
Manger de la nourriture déjà grignotée ou mordillée par ces rats est ainsi considéré comme un « grand honneur »,.

## Architecture

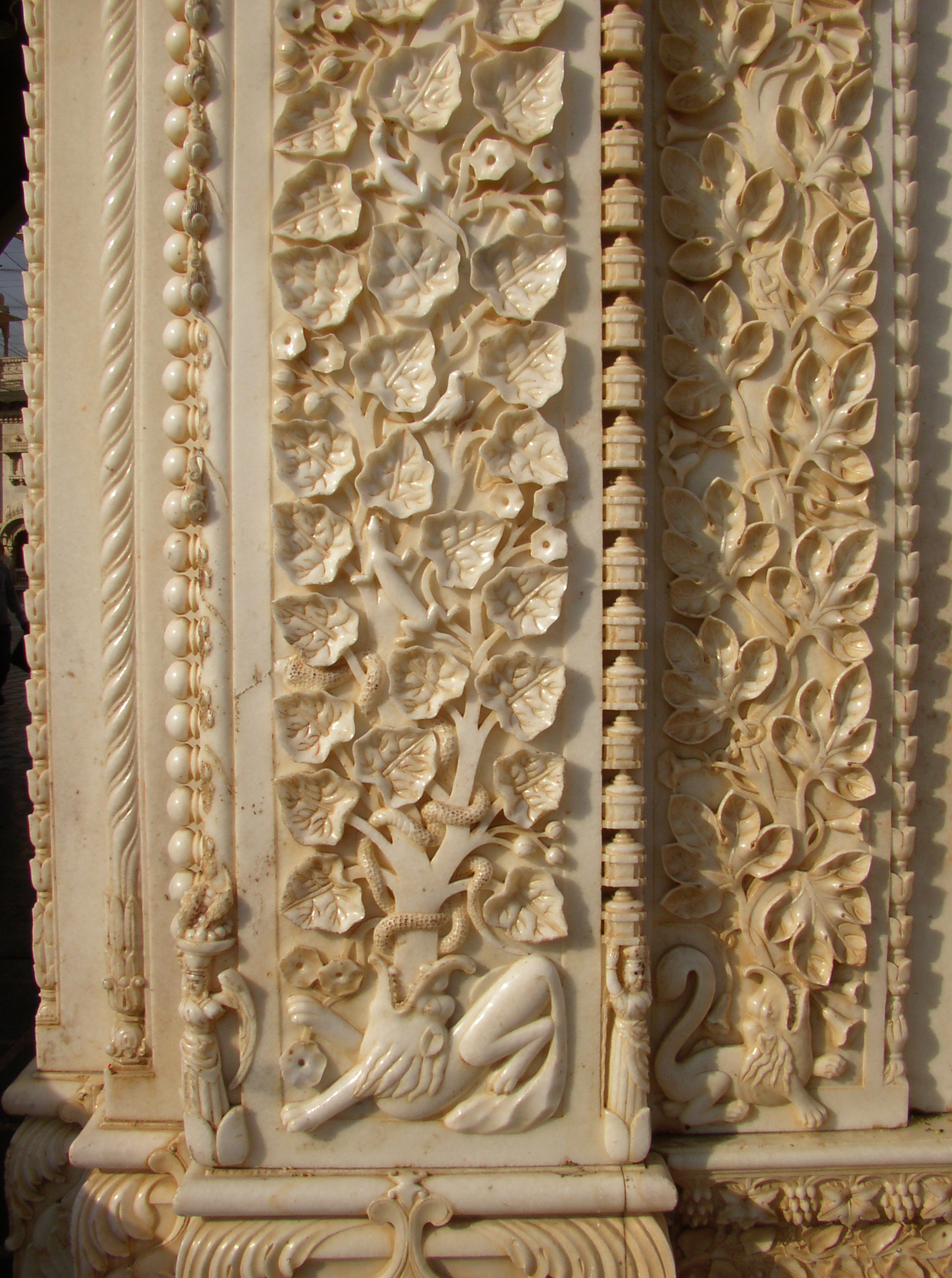
Des gravures dans le marbre au temple

Construit dès le XVe siècle, le temple acquiert sa structure actuelle sous le règne du Maharaja Ganga Singh au début du XXe siècle.
En face du temple, se dresse une façade en marbre pourvue de solides portes argentées. Dans l'embrasure de ces portes se trouvent plusieurs panneaux qui retracent l'histoire de la déesse.
L'image de la déesse est conservée dans le sanctuaire intérieur.
L'apparence du temple est modifiée en 1999 par Kundanlal Verma, un des joaillers Karni de Hyderabad, dans le Centre de l'Inde. Il offre entre autres les grandes portes argentées donnant accès au temple ainsi que les gravures dans le marbre.

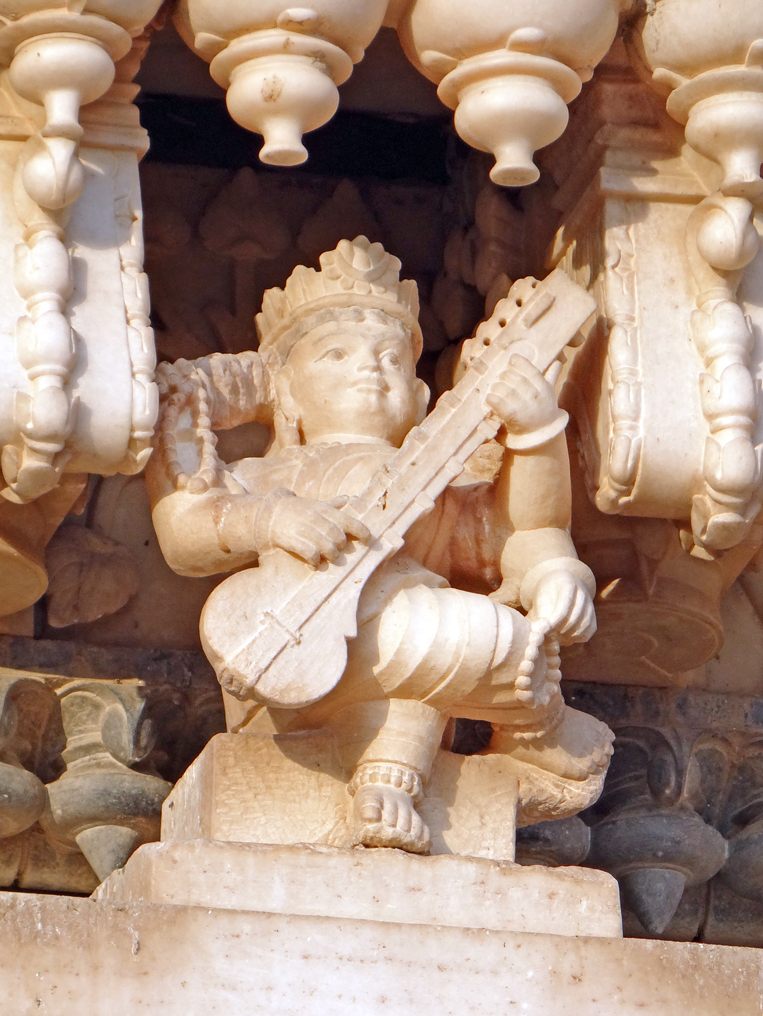
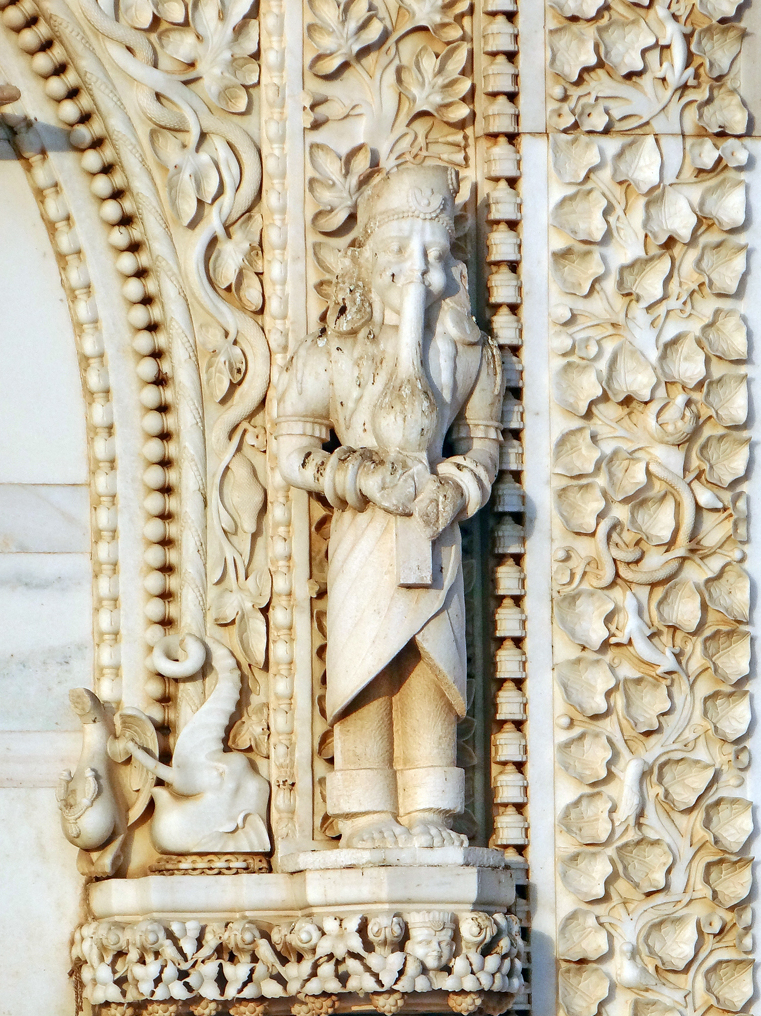
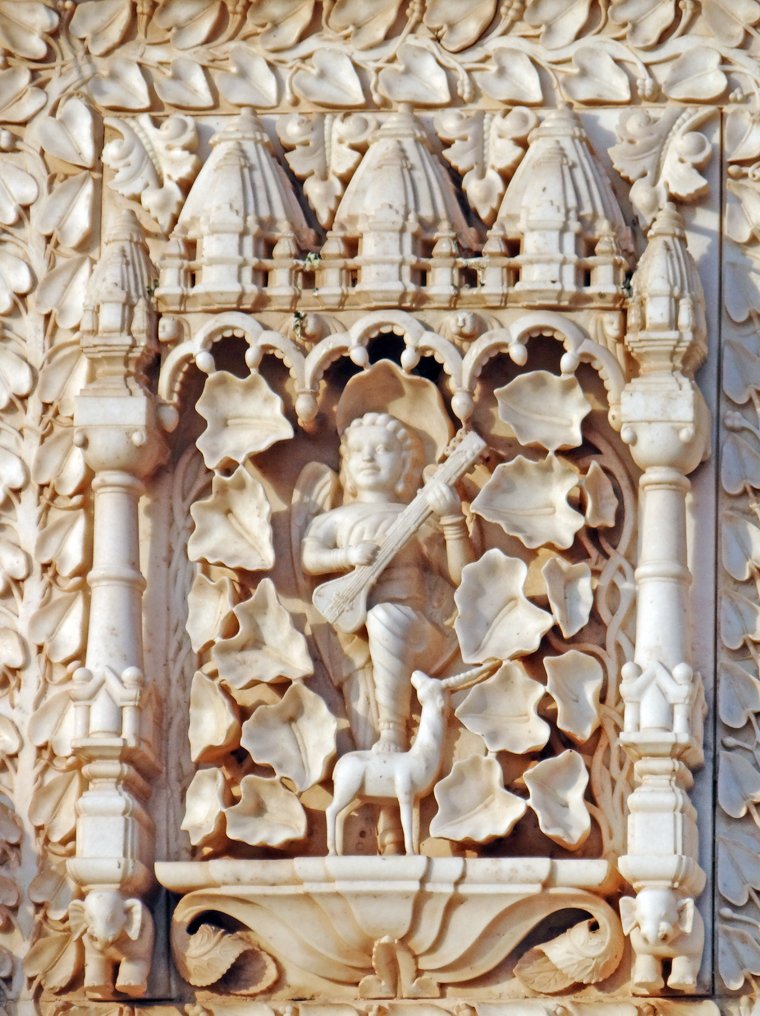

## Rats blancs

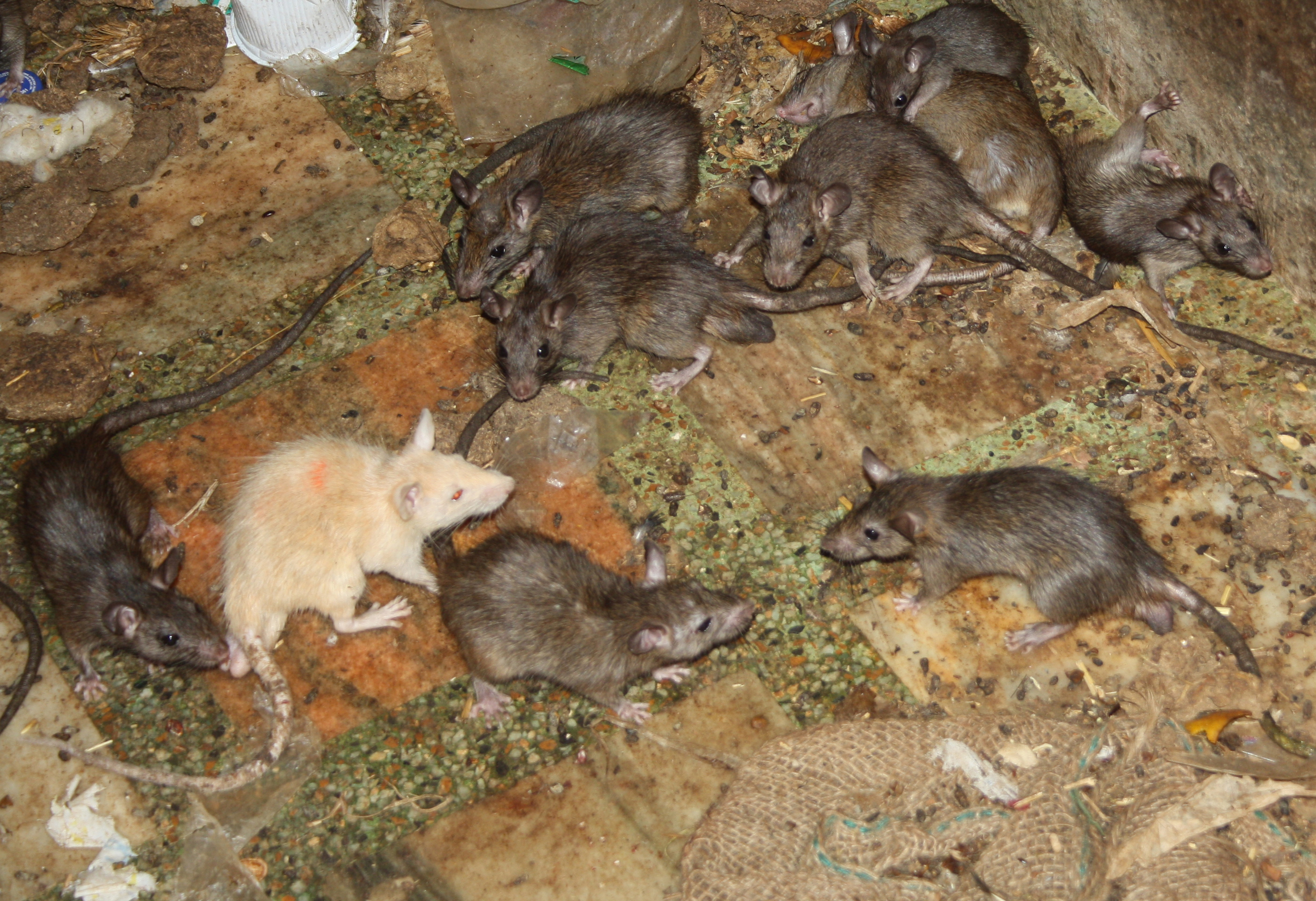
Un rat blanc au temple de Karni Mata.

Parmi les milliers de rats du temple se trouvent quelques rats blancs, qui sont considérés comme particulièrement saints car perçus comme la manifestation de Karni Mata et ses quatre fils.

## Célébrations
Le temple est ouvert au public à partir de 4 heures du matin. Les prêtres Charan célèbrent Mangla-Ki-Aarti et offrent du bhog (une nourriture spéciale) durant l'office. Les fidèles font des offrandes aux rats.

### Fête de Karni Mata
La fête de Karni Mata est célébrée deux fois par an à Deshnoke : 
- d'abord en mars–avril durant les Navratras, de Chaitra Shukla Ekam à Chaitra Shukla Dashmi ;
- puis en septembre–octobre, aussi durant les Navratras, de Ashvin Shukla à Ashwin Shukla Dashmi.

Durant Navratri, des milliers de fidèles se rendent au temple à pied.

## Galerie d'images

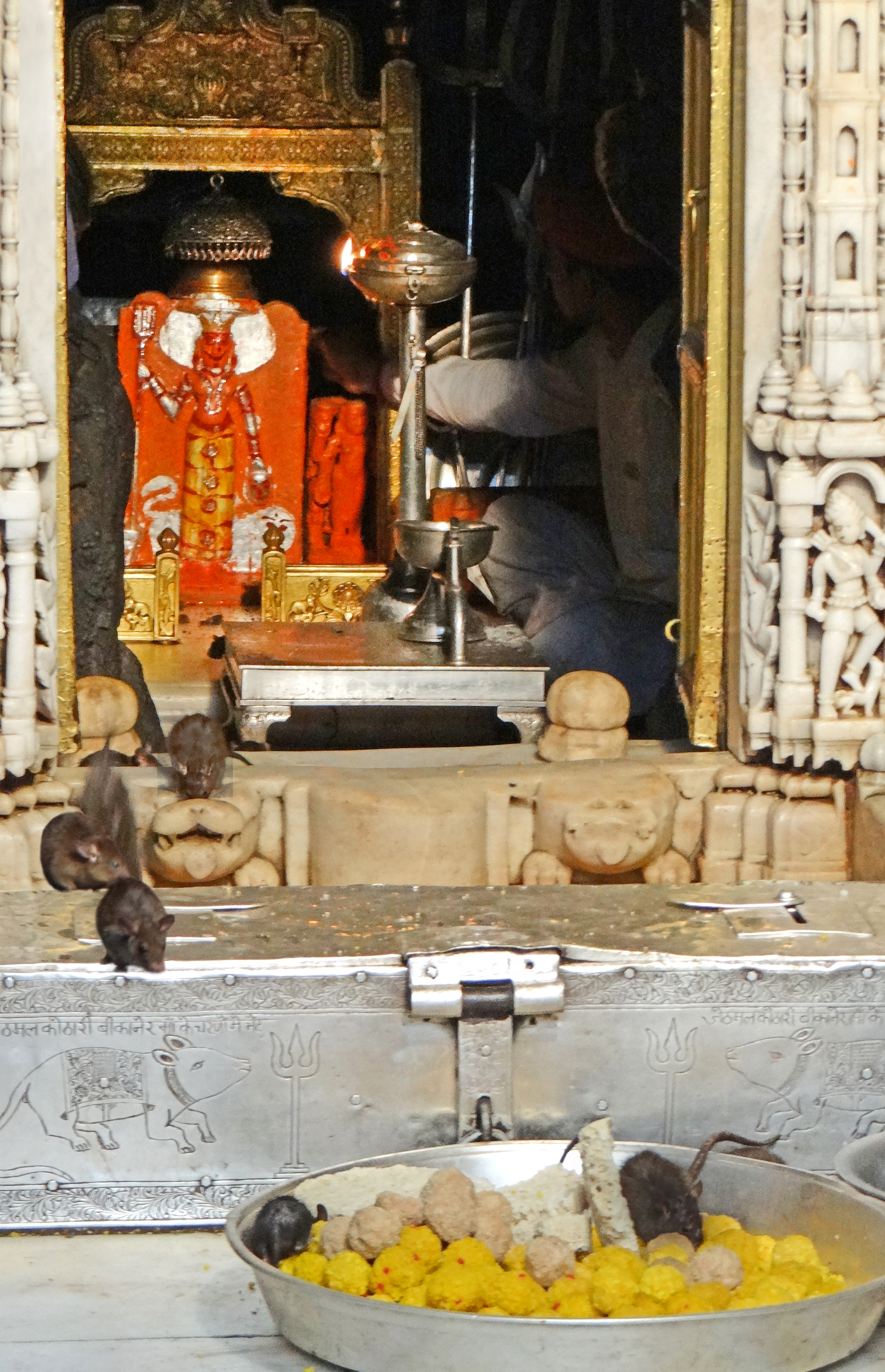
La statue de Karni Mata entourée de rats sacrés
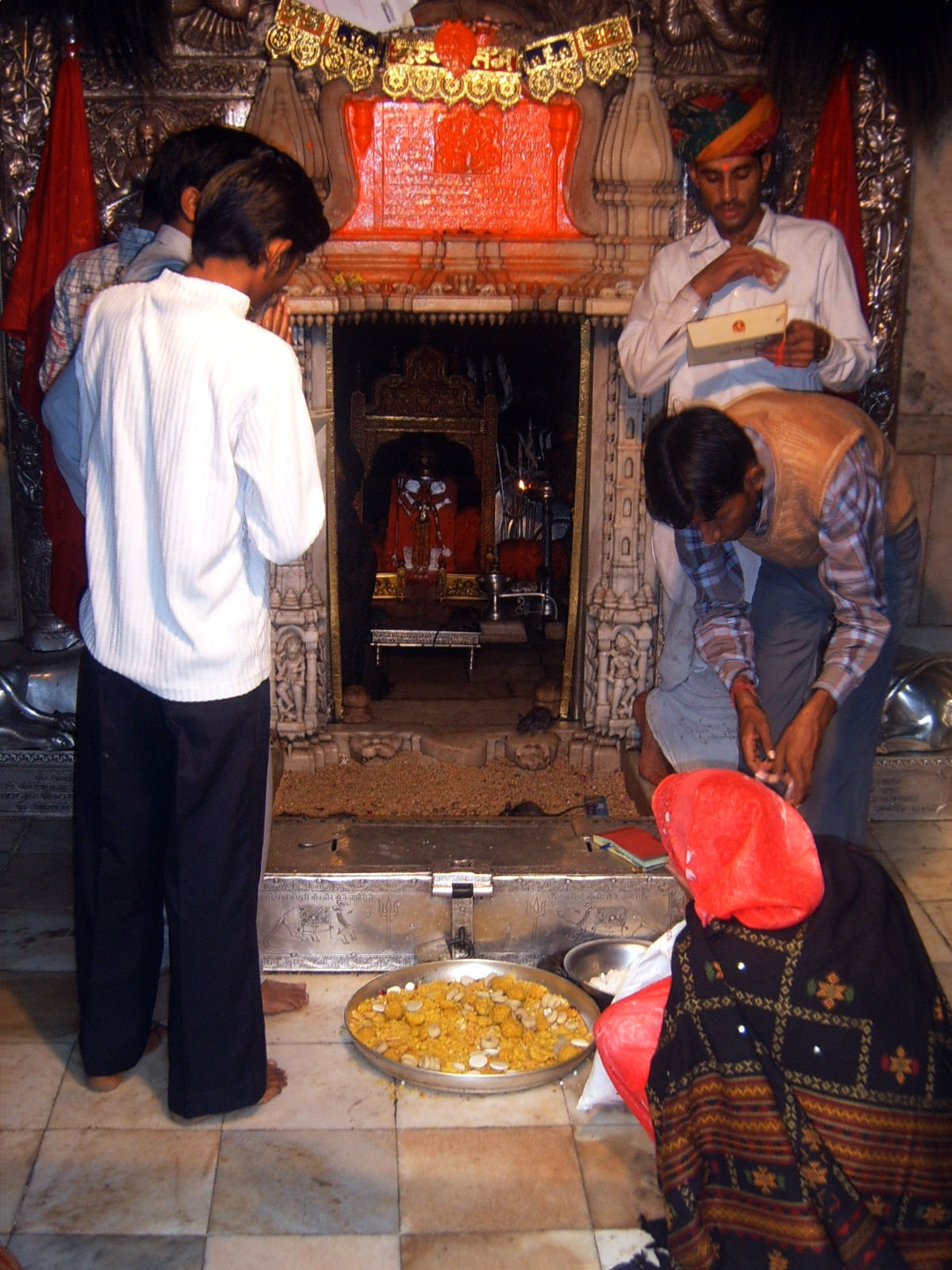
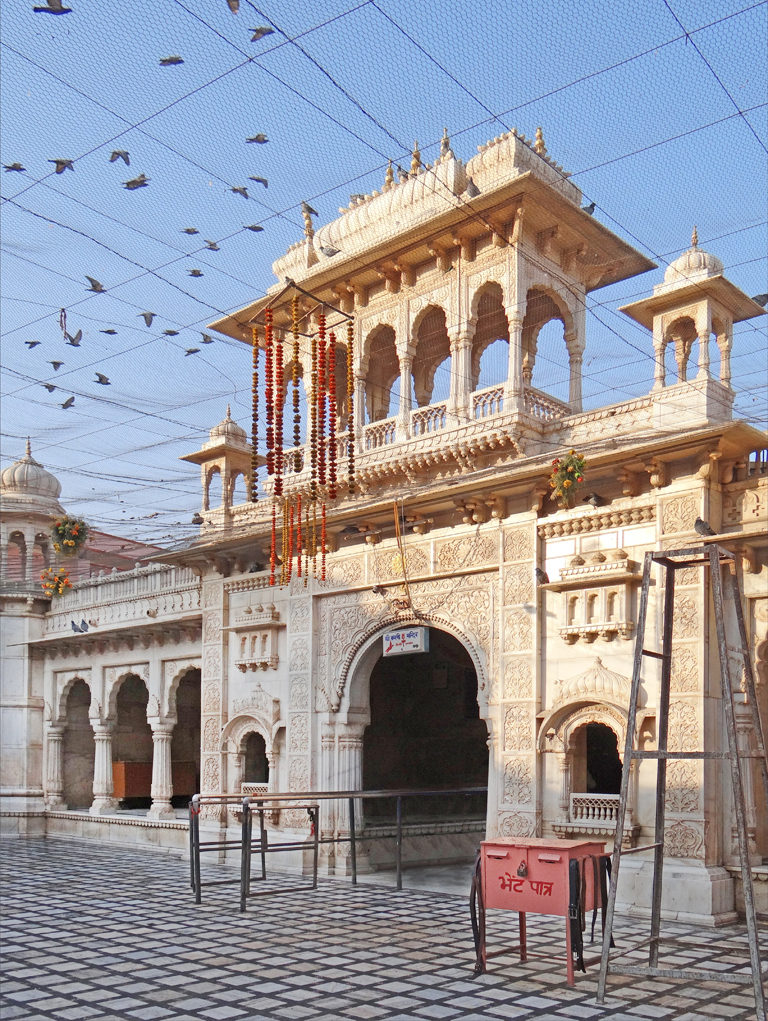
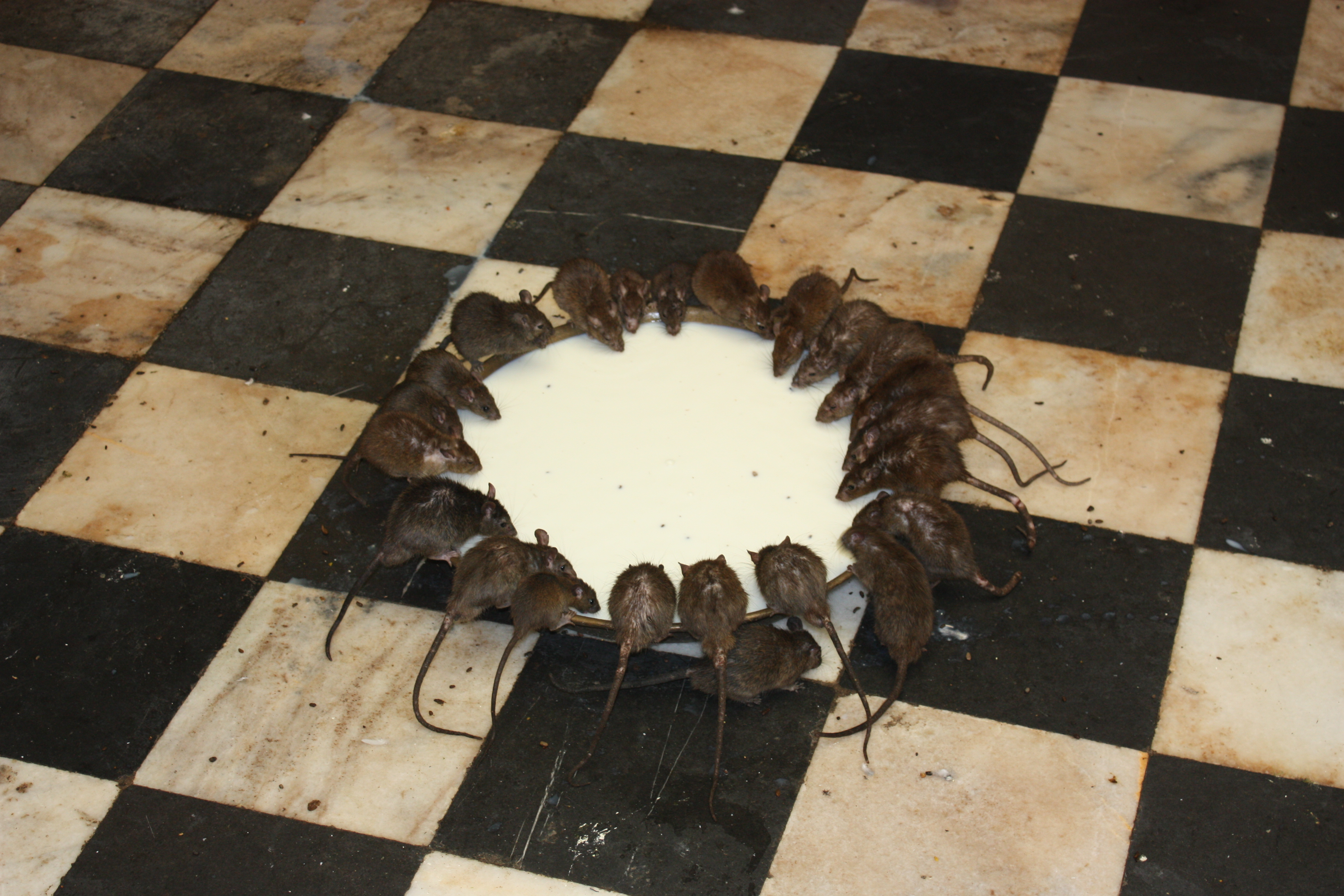
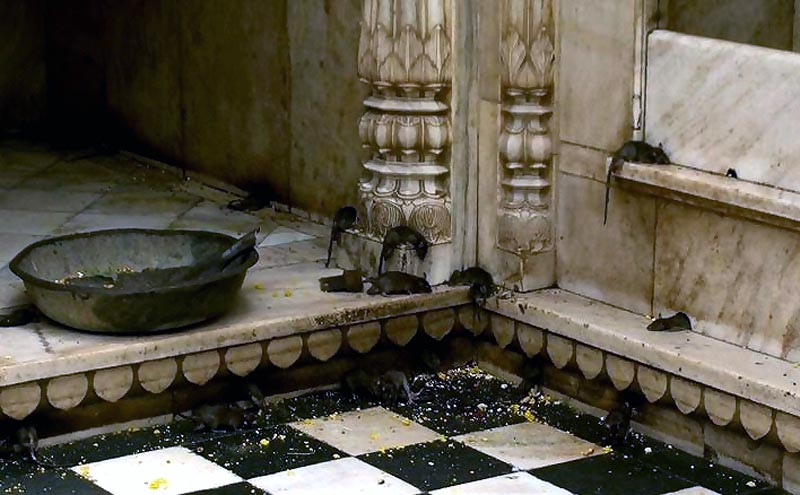
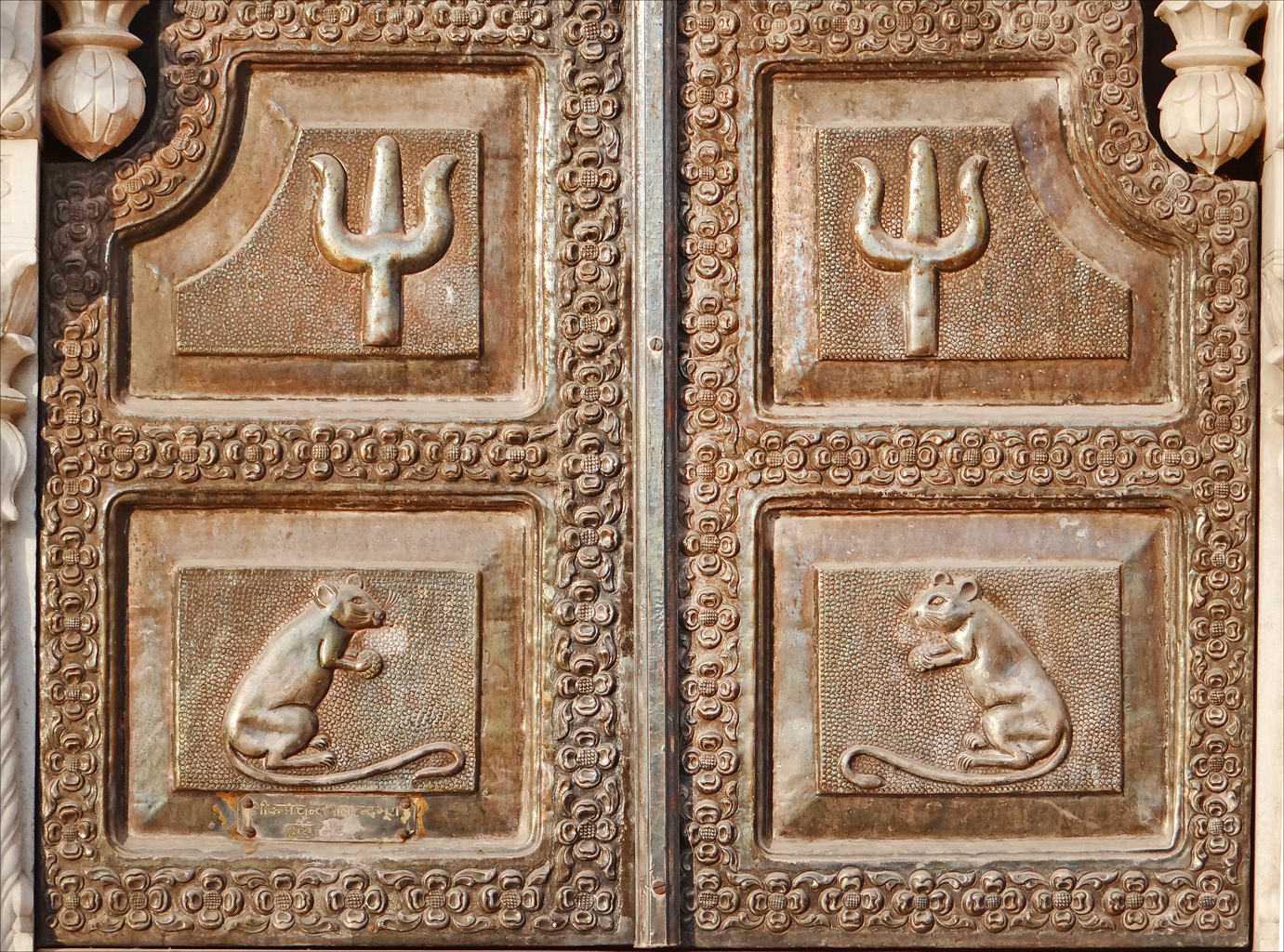
Des volets en argent

## Dans les médias
Le temple apparaît dans la première saison du jeu télévisé américain The Amazing Race.
Un passage du film documentaire Rats (en) (2016) réalisé par Morgan Spurlock traite du temple de Karni Mata.